# Kampen mod uretten
Kampen mod uretten er en dansk film fra 1949, instrueret af Ole Palsbo og med manuskript af Leck Fischer. Social kulturfilm om Peter Sabroes kamp for børnenes vel.

## Udvalgte medvirkende
- Mogens Wieth som Peter Sabroe
- Karin Nellemose som Thyra Møller, hans kone
- Albert Luther P.F. Møller, Thyras far
- Ellen Margrethe Stein som Møllers kone
- Vera Gebuhr som Fanny, Thyras veninde
- Carl Heger
- Grethe Thordahl
- Pouel Kern
- Betty Helsengreen
- Sigurd Langberg
- Ib Schønberg
- Preben Lerdorff Rye
- Louis Miehe-Renard
- Aage Fønss
- Lily Broberg
- Gunnar Lemvigh
- Tove Bang
- Hans Egede Budtz
- Inge Ketti
- Kjeld Petersen
- Victor Montell
- Olaf Ussing
- Elith Foss
- Mogens Davidsen
- Bjørn Watt Boolsen
- Valdemar Skjerning
- Henry Nielsen
- Tavs Neiiendam
- Ove Sprogøe
- Johannes Marott